# Bad Boys: Ride or Die
Pour les articles homonymes, voir Bad Boys et Ride or Die.
Série Bad Boys
Bad Boys for Life
(2020)
Pour plus de détails, voir Fiche technique et Distribution.
Bad Boys: Ride or Die ou Mauvais garçons : À la vie, à la mort au Québec est un film américain réalisé par Adil El Arbi et Bilall Fallah et sorti en 2024. Il s'agit du quatrième volet de la série de films Bad Boys, après Bad Boys : Flics de choc (1995) et Bad Boys II (2003), tous deux réalisés par Michael Bay, et Bad Boys for Life (2020) des mêmes réalisateurs.
Will Smith et Martin Lawrence reprennent leurs rôles respectifs des inspecteurs Mike Lowrey et Marcus Burnett. Ils enquêtent sur la corruption qui règne au sein de la police de Miami car leur défunt capitaine, Conrad Howard, est accusé d'être lié à des mafieux d'un cartel mexicain.

## Synopsis
Quatre ans après la mort d'Isabel Aretas, l'inspecteur de la police de Miami Mike Lowrey épouse sa physiothérapeute, Christine. Lors de la réception, son partenaire Marcus Burnett, est victime d'une légère crise cardiaque. Pendant son coma, il a une vision de son ancien capitaine Conrad Howard, tué quelques années plus tôt par Armando, le fils caché de Mike. Dans ce rêve, l'ancien capitaine lui dit que ce n'est cependant pas son heure.
Marcus sort du coma quelques jours plus tard. Il se sent alors transformé et invincible. Il prévient son partenaire qu'une tempête approche... En effet, un homme force un banquier d'un cartel à verser une importante somme d'argent sur le compte du capitaine Howard. Peu de temps après, un reportage  télévisée implique le capitaine Howard dans une affaire de corruption liée à des cartels de la drogue. Pour redorer l'image de leur ancien capitaine, Mike et Marcus sont déterminés à prouver son innocence malgré les doutes de leur capitaine Rita Secada et de son nouveau petit ami, le procureur Adam Lockwood, candidat à la mairie. Par ailleurs, Judy, la fille de Conrad, aujourd'hui US Marshal, jure à Mike qu'elle n’hésitera pas à abattre son fils si elle l'a dans sa ligne de mire
Les deux policiers rendent visite au fils de Mike, Armando Aretas, qui est incarcéré dans une prison de Central Florida pour le meurtre d'Howard. Armando leur dit que Howard n'était pas corrompu, mais savait qui l'était, alors les fonctionnaires corrompus l'ont engagé, lui et sa mère, pour tuer Howard parce qu'il était sur le point de révéler la corruption et propose de les aider à identifier la personne responsable du meurtre de Howard. Alors que l'agent corrompu fouille dans les archives numériques du capitaine Howard, cela envoie une message pré-enregistré à Mike et Marcus dans lequel Howard leur dit de ne faire confiance à personne, même au sein de la police.
Les deux policiers rendent ensuite visite à Fletcher, l'ancien hacker informatique aujourd'hui repenti. Alors qu'il s’apprêtait à détailler ce qu'il a fait par Howard, Fletcher est tué d'une balle dans la tête par les conspirateurs. Une intense fusillade a ensuite lieu dans le club de Fletcher et se poursuit sur la voie publique. Galvanisé par sa récente résurrection, Marcus se sent invincible alors que Mike est victime d'une crise de panique. Ils retournent ensuite sur les lieux du crime et parlent de l'affaire à Rita. Elle continue à douter de l’innocence du capitaine Howard. Grâce à l'aide des agents Dorn et Kelly de l'AMNO (Advanced Miami Metro Operations), ils retrouvent une vidéo plus complète de Howard indiquant que cela a peut-être un lien avec la saisie de drogue des Haïtiens en 2003.
En prison, Armando se fait attaquer violemment par deux hommes mais parvient à se défendre. Mike explique à Rita que son fils peut identifier le traître. Il implore sa capitaine et le procureur Adam Lockwood de le faire transférer à Miami. Mike et Marcus participent eux-mêmes au transfert par avion. Durant le vol, Marcus a mauvais pressentiment. En effet, le traître et un complice sont montés à bord. Ils forcent le pilote à annoncer par radio que Armando s'est échappé grâce à Mike et Marcus. Le pilote est ensuite tué et l'appareil est sur le point de se crasher, alors que les criminels sont parvenus à sauter. La cage dans laquelle est retenu Armando menace de tomber dans le vide. Mike parvient à sauver son fils. Armando et Marcus tentent alors de poser l'hélicoptère, qui s'écrase en forêt. Au sol, Armando veut partir seul de son côté. Marcus tente d’apaiser les tensions entre le père le fils. Mike insiste pour qu'Armando prouve l'innocence du capitaine Howard. Ils décident de retourner à Miami pour retrouver les fichiers de Dorn. La police et les US Marshals, menés par Judy Howard, se lancent à la recherche des trois hommes, désormais considérés comme fugitifs. La fille du capitaine suspecte les deux policiers d'avoir aidé Armando à s'échapper, malgré les remarques de Rita. Les médias s'emparent de l'affaire. De plus, les conspirateurs mettent leurs têtes à prix auprès de tous les criminels de la ville. Mike, Marcus et Armando passent la nuit en forêt. Le lendemain, ils volent un pick-up et parviennent à revenir à Miami. Ils demandent de l'aide à une femme nommé Tabitha dans une boîte de nuit. Mais cette dernière décide de les livrer pour toucher la prime de 5 millions de dollars. Les trois fugitifs se font repérer par les Marshals, ainsi que par d'autres tueurs attirés par l’appât du gain, dont Manny « the Butcher ». Ils s'enfuient à bord d'une camionnette qui prend feu. Lors de la poursuite, Judy essaie de tirer sur Armando mais le rate.
Les Bad Boys et Armando se rendent ensuite chez Dorn et s'aperçoivent qu'il est en couple avec Kelly. Celle-ci s'énerve et sort son arme quand elle aperçoit Armando. Ils se lancent tous ensemble dans d'intenses recherches et investigations pour retrouver le coupable. Sur une image de vidéo-surveillance, Armando le reconnaît. Dorn parvient à l'identifier. Il s'agit de James McGrath, ancien membre du régiment de rangers et de la DEA. Capturé puis torturé par le cartel lors d'une mission d'infiltration, McGrath a fini par se lier à eux. Mike avertit ensuite Rita qu'ils détiennent la preuve de l'innocence du capitaine Howard. En piratant la vidéo-surveillance de chez Marcus, Dorn s'aperçoit qu'un commando va s'en prendre à sa famille. Marcus contacte alors son gendre Reggie, membre du corps des Marines, pour protéger les siens. Reggie parvient à les sauver.
Bouleversée par toute cette affaire, Callie, la petite fille du capitaine Howard, rejoint Christine. Elles sont alors prises en otage ligotées et bâillonnées par James McGrath et ses hommes. Il exige qu'on lui livre les preuves en échange de leurs vies. Mike et Marcus comprennent qu'ils ont été balancés. Ils suspectent alors rapidement Adam Lockwood d'être la taupe. Rita tente de récupérer le téléphone de son compagnon mais celui-ci s'emporte et la frappe violemment. Rita est sauvée à temps par Kelly et Dorn. Très choquée, Rita trouve du réconfort auprès de Mike. De son côté, Judy apprend que sa fille a été kidnappée. Lockwood tente ensuite de se justifier auprès de Rita.
N'ayant confiance en personne, Mike et Marcus ne peuvent compter que sur Armando, Rita, Dorn et Kelly. En se faisant passer pour Lockwood, ils fixent rendez-vous à McGrath dans un parc aquatique abandonné à Islamorada, loin de toute civilisation. Sur place, Mike a McGrath dans son viseur mais panique au moment de tirer, alors qu'une fusillade est déclenchée par Armando. Mike a alors une vision du capitaine Howard qui le rassure. Marcus le « réveille » avec une grosse gifle qui le rebooste. Les deux Bad Boys et Armando tirent ensuite sur les hommes de McGrath, aidés à distance par Dorn et ses drones, alors que Lockwood tente de s'échapper par avion, qui finit par s'écraser sur le parc. Marcus tombe ensuite à l'eau, alors qu'un immense alligator blanc approche et l'attaque au bras. Il est cependant sauvé par Mike. De son côté, Armando affronte les hommes de McGrath et tente de protéger Callie. Il est cependant sévèrement blessé. Mike et Marcus se lancent alors aux trousses de McGrath qui a pris Christine en otage. Dorn, Rita et Kelly arrivent ensuite sur les lieux. Dorn est blessé à l'épaule par Lockwood. Ce dernier tombe ensuite à l'eau et est dévoré par l'alligator, alors que Judy Howard et les Marshals arrivent sur place.
Sur la plage, McGrath tient en joue Marcus et Christine. Mike tire d'abord sur le gilet pare-balles de son partenaire puis abat McGrath. Judy retrouve ensuite Armando et essaie de le tuer. Callie la supplie de le laisser en vie et lui explique qu'il lui a sauvé la vie. Alors qu'elle reçoit un appel radio demandant sa position, elle décide de laisser partir Armando. Mike conseille ensuite à son fils d'aller droit vers le sud. Mike, ému, regarde son fils s'éloigner. Sur la plage, les secours emmènent Marcus, alors que peu à peu les médias innocentent Conrad Howard. Toute l'équipe se retrouve ensuite pour un barbecue dans un parc public.
Scène post-générique
En 305 av. J.-C., un ancêtre de Marcus tire à difficulté un âne qui n'en fait qu'à sa tête qui finit par lui répondre « fuck you, Marcus! ».

## Fiche technique
Sauf indication contraire, les informations mentionnées dans cette section peuvent être confirmées par la base de données cinématographiques IMDb,  présente dans la section « Liens externes ».
- Titre original et français : Bad Boys: Ride or Die
- Titre québécois : Mauvais garçons : À la vie, à la mort[2]
- Réalisation : Adil El Arbi et Bilall Fallah
- Scénario : Chris Bremner et Will Beall, d'après les personnages créés par George Gallo
- Musique : Lorne Balfe
- Direction artistique : Shawn D. Bronson et Laura C. Cox
- Décors : Jon Billington
- Costumes : Janie Bryant
- Photographie : Robrecht Heyvaert
- Montage : Asaf Eisenberg et Dan Lebental
- Production : Doug Belgrad, Jerry Bruckheimer, Chad Oman et Will Smith

Producteurs délégués : James Lassiter, Martin Lawrence, Jon Mone, Mike Stenson et Barry H. Waldman
- Sociétés de production : Don Simpson/Jerry Bruckheimer Films, Columbia Pictures, 2.0 Entertainment et Westbrook Studios
- Sociétés de distribution : Sony Pictures Releasing France (France), Sony Pictures Releasing (États-Unis)
- Budget : 100 millions de dollars[3],[4]
- Pays de production :  États-Unis
- Langue originale : anglais
- Format : couleur
- Genre : comédie policière, action
- Durée : 115 minutes
- Dates de sortie[5] :
  - France, Belgique : 5 juin 2024
  - États-Unis : 7 juin 2024
- Classification[6] :
  - France : tous publics[7]
  - États-Unis : R (interdit aux moins de 17 ans non accompagnées)

## Distribution
- Will Smith (VF : Greg Germain ; VQ : Pierre Auger) : lieutenant Michael Eugene « Mike » Lowrey
- Martin Lawrence (VF : Lucien Jean-Baptiste ; VQ : Manuel Tadros) : lieutenant Marcus Burnett
- Vanessa Hudgens (VF : Adeline Chetail ; VQ : Kim Jalabert) : Kelly
- Alexander Ludwig (VF : Martin Faliu ; VQ : Alexandre Fortin) : Dorn
- Paola Núñez (VF : Sara Martins ; VQ : Émilie Bibeau) : capitaine Rita Secada
- Eric Dane (VF : Guillaume Orsat ; VQ : Patrick Chouinard) : James McGrath
- Ioan Gruffudd (VF : Cédric Dumond ; VQ : Jean-François Beaupré) : procureur Adam Lockwood
- Jacob Scipio (VF : Benjamin Penamaria ; VQ : Gabriel Lessard) : Armando Aretas
- Melanie Liburd (VF : Fily Keita) : Christine Lowrey, la femme de Mike
- Tasha Smith (en) (VF : Annie Milon ; VQ : Johanne Léveillé) : Theresa Burnett
- Bianca Bethune : Megan Burnett Norman
- Dennis McDonald : Reggie Norman
- Joe Pantoliano (VF : Nicolas Marié ; VQ : Thiéry Dubé) : le capitaine Conrad Howard
- Rhea Seehorn (VF : Sylvie Jacob ; VQ : Catherine Proulx-Lemay) : Marshall Judy Howard, la fille du capitaine Howard
- Quinn Hemphill : Callie Howard, fille de Judy et petite-fille du capitaine Howard
- John Salley (VF : Bruno Henry) : Fletcher[N 3]
- Tiffany Haddish (VF : Virginie Emane ; VQ : Florence Blain Mbaye) : Tabitha
- DJ Khaled (VF : Frédéric Souterelle) : Manny « Le Boucher »
- Derek Russo : Lintz, le bras droit de McGrath
- Jason Davis : Grice, l'agent du FBI
- Joyner Lucas : le chef de gang
- Michael Bay : le conducteur de la Porsche qui freine brutalement devant Mike sur la route
- Khaby Lame : lui-même
Version française
  - Studio de doublage : Dubbing Brothers
  - Direction artistique : Jean-Philippe Puymartin
  - Adaptation : Bob Yangasa

 Source et légende : version française (VF) sur RS Doublage et carton cinématographique du doublage français ; version québécoise (VQ) sur Doublage.qc.ca

## Production

### Genèse et développement
Bad Boys for Life, troisième film de la franchise Bad Boys, sort en 2020 et est un succès au box-office. Sony annonce alors un quatrième film, voyant le retour de Chris Bremner comme scénariste,. En avril 2022, il est cependant annoncé que le projet est mis en pause en raison de la polémique après la gifle infligée par Will Smith à Chris Rock durant la 94e cérémonie des Oscars en mars 2022. Toutefois, le mois suivant, le PDG de Sony Tom Rothman (en) confirme que ce 4e opus est bien en développement, malgré les précédentes annonces,. En février 2023, Will Smith rapporte que Martin Lawrence et lui reprendront bien leur rôle dans le film, qui est alors en préproduction, avec le retour du duo de réalisateurs maroco-belges Adil El Arbi et Bilall Fallah,.

### Attribution des rôles
En mars 2023, le retour de Vanessa Hudgens, présente dans le 3e film, est confirmée. En avril 2023, Eric Dane rejoint lui aussi la distribution dans le rôle de l'antagoniste. Paola Núñez et Alexander Ludwig reprennent eux aussi leurs rôle de Bad Boys for Life. Ioan Gruffudd est également annoncé peu après.
En mai 2023, il est annoncé que Theresa Randle ne reprendra pas son personnage de Theresa Burnett, présente dans les trois premiers films. Elle est remplacée par Tasha Smith (en) pour ce 4e film. Le même mois, Rhea Seehorn est également confirmée.

### Tournage
Le tournage débute en avril 2023 à Atlanta et se déroule également à Miami,. Les prises de vues sont arrêtées en juillet 2023, en raison de la grève SAG-AFTRA 2023. En février 2024, Will Smith publie une vidéo annonçant la fin prochaine du tournage.
Pour les prises de vue, l'équipe utilise en plus des caméras traditionnelles des systèmes Snorricam permettant de fixer la caméra sur l'acteur ainsi que des drones.

### Musique

#### Original Movie Picture Score
Bandes originales de Bad Boys
Bad Boys for Life
(2020)
Déjà présent sur le précédent opus, Lorne Balfe compose la musique du film.
| Liste des titres | Liste des titres      | Liste des titres | Liste des titres | Liste des titres | Liste des titres | Liste des titres | Liste des titres | Liste des titres | Liste des titres |
| No               | Titre                 | Durée            |                  |                  |                  |                  |                  |                  |                  |
| ---------------- | --------------------- | ---------------- | ---------------- | ---------------- | ---------------- | ---------------- | ---------------- | ---------------- | ---------------- |
| 1.               | Bad Boys: Ride or Die | 2:29             |                  |                  |                  |                  |                  |                  |                  |
| 2.               | Sugar Rush Shootout   | 1:36             |                  |                  |                  |                  |                  |                  |                  |
| 3.               | Basement of the Ocean | 2:36             |                  |                  |                  |                  |                  |                  |                  |
| 4.               | Fear is a Tool        | 2:46             |                  |                  |                  |                  |                  |                  |                  |
| 5.               | Bridge Barrage        | 2:46             |                  |                  |                  |                  |                  |                  |                  |
| 6.               | Prison Yard Attack    | 3:12             |                  |                  |                  |                  |                  |                  |                  |
| 7.               | Hacking Howard        | 3:36             |                  |                  |                  |                  |                  |                  |                  |
| 8.               | Framing the Boys      | 2:53             |                  |                  |                  |                  |                  |                  |                  |
| 9.               | Flammable Fluid       | 3:38             |                  |                  |                  |                  |                  |                  |                  |
| 10.              | Finding McGrath       | 2:24             |                  |                  |                  |                  |                  |                  |                  |
| 11.              | Reggie in Action      | 3:38             |                  |                  |                  |                  |                  |                  |                  |
| 12.              | Columbian Manicure    | 5:01             |                  |                  |                  |                  |                  |                  |                  |
| 13.              | Taking Heavies        | 3:29             |                  |                  |                  |                  |                  |                  |                  |
| 14.              | No More Prayers       | 2:03             |                  |                  |                  |                  |                  |                  |                  |
| 15.              | Standoff              | 5:33             |                  |                  |                  |                  |                  |                  |                  |
| 47:40            |                       |                  |                  |                  |                  |                  |                  |                  |                  |

#### The Soundtrack
En plus des compositions originales de Lorne Balfe, l'album Bad Boys for Life: The Soundtrack contenant des chansons présentes dans le film est commercialisé. L'album contient notamment le titre Tonight de Black Eyed Peas, El Alfa et Becky G sort en single en mai 2024. Il reprend un sample de Tonight, Tonight, Tonight de Genesis.
| 1.    | Tonight      | Black Eyed Peas & El Alfa feat. Becky G | 3:38 |
| 2.    | Lights Out   | Bia & JID                               | 3:18 |
| 3.    | Mike T       | ScarLip                                 | 2:47 |
| 4.    | Oh No        | Bia                                     | 1:37 |
| 5.    | Duh          | Flo Milli                               | 2:12 |
| 6.    | Bam Bam      | Shenseea & Myke Towers                  | 2:55 |
| 7.    | Brand New    | 21 Lil Harold                           | 2:33 |
| 8.    | Flores Pa Ti | Becky G, Luísa Sonza & Papatinho        | 1:40 |
| 9.    | Light Em Up  | Will Smith & Sean Paul                  | 2:02 |
| 10.   | Bad Boys     | Sean Paul & Trueno                      | 2:04 |
| 24:46 |              |                                         |      |

## Sortie et accueil

### Dates de sortie
Initialement, le film devait sortir le 3 juillet 2019, puis au 24 mai 2019 avant d'être repoussé sans date précise. En juillet 2023, il est annoncé que la sortie américaine est fixée au 14 juin 2024. En février 2024, la sortie américaine est finalement avancée d'une semaine,.

### Accueil critique
Sur le site d'agrégation de critiques Rotten Tomatoes, le film obtient 64% d'avis favorables, pour 220 critiques et une note moyenne de 5,9⁄10. Le consensus suivant résume les avis collectés : « Will Smith et Martin Lawrence restent en bonne compagnie même lorsque Bad Boys s'efforce de monter la barre, prouvant qu'il reste encore de la vie dans cette franchise à indice d'octane élevé. » Sur le site Metacritic, qui utilise une moyenne pondérée, le film obtient la note de 54⁄100 pour 50 critiques.
En France, le site Allociné propose une note moyenne de 2,6⁄5 basée sur 18 titres de presse.
Selon Nicolas Naizy du Vif/L'Express, « l’inspiration n’est pas au rendez-vous ». Selon son collègue Niels Ruëll « les retrouvailles s’avèrent insipides. Les personnages secondaires sont ternes et le film manque de tension. »

### Box-office
| Pays ou région     | Box-office        | Date d'arrêt du box-office | Nombre de semaines |
| ------------------ | ----------------- | -------------------------- | ------------------ |
| France             | 1 247 364 entrées | 29 octobre 2024            | -                  |
| États-Unis, Canada | 193 573 217 $     | 5 septembre 2024           | 13                 |
| Total mondial      | 404 550 184 $     | 29 octobre 2024            | -                  |